# Auguste L'Eveillé
Jean Louis Auguste L'Eveillé né dans l'ancien 6e arrondissement de Paris le 26 novembre 1828 et mort à Paris 20e le 23 janvier 1882, est un compositeur et auteur dramatique français.

## Biographie
Fils d'un directeur de la prison de la Conciergerie, de la Roquette et de la  prison Mazas sous Louis-Philippe et le Second Empire, Auguste L'Eveillé fut successivement chef d'orchestre du Théâtre-Lyrique, des Folies-Marigny et des Folies-Rambuteau où il termina prématurément sa carrière.
Auteur de nombreuses musiques de chansons et d'opérettes, il collabora surtout avec le librettiste et auteur dramatique Édouard Brisebarre.

## Œuvres
On lui doit les musiques de nombreuses pièces de théâtre du XIXe siècle et de chansons :
- La Chanson des faneuses !, chantée dans l'acte IV du Garçon de ferme, de Brisebarre et Eugène Nus, 1861
- Les Parisiens de Paris !, ronde chantée dans le drame Le mauvais Sujet, paroles de Eugène Nyon, 1863
- Le Pilotin du grand trois-ponts, opéra comique en un acte, paroles de Charles Étienne, 1863
- Le Sire de Barbe-Bleue, opérette, 1864
- Ça n's'rait pas à faire !, couplets chantés dans Le Sire de Barbe-Bleue, paroles et musique, 1864
- La Marignyska. Nouvelle danse de salon, musique pour piano, 1864
- Ripaille !, paroles de J.-A. Jaquot, 1864
- Ronde des virtuoses, chantée dans Les Virtuoses du pavé, paroles de William Busnach, 1864
- Encore un Gamin !, scène parisienne, 1865
- Les Baisers de Lizon !, mélodie, paroles d'Édouard Brisebarre, 1866
- Les Baisers sous la tonnelle, valses pour piano, 1866
- Le Mouchoir bleu !, romance, paroles de Brisebarre, 1866
- L'Héritage d'un postillon, opérette, paroles de Amédée de Jallais et Francis Tourte, 1868
- Le Moineau franc !, historiette, paroles de Brisebarre, 1868
- Vive la ligne !, opérette en un acte, paroles de Jules de la Guette, 1868
- Il n'est pas prêt, Monsieur Camprêt !, chanson du marié dans La Noce à Grandmanche, paroles de Francis Tourte, 1870
- C'est pas facile de s'en débarrasser !, chansonnette, paroles d'Henri Marcoud, 1877
- Ma Sidonie ! Scie en si..., paroles de Édouard Aupto, 1878
- Une tête de turc, opérette en 1 acte, paroles de Marot, 1878
- Les Épreuves de l'amour !, chansonnette d'Alphonse Lemonnier, 1879
- Le Fruit défendu !, paroles de Lemonnier, 1879
- J'apprends à lire !, chanson, paroles de Lemmonier, 1879
- Un futur dans l'embarras, opérette en 1 acte de Gaston Marot, 1879
- Les Imprécations de Camille veuve Crevé !, grande scène comique, paroles et musique, 1879
- La Saison d'or !, mélodie, paroles de Kuhn, 1879
- Vous s'rez content !, chansonnette, paroles de Joseph Fuchs, 1879
- L'Article 324, opérette en 1 acte, paroles de Gustave Sauger et Henri Queyroul, chant et piano, 1880
- Rosine à son voisin !, chanson, paroles de Édouard Kuhn, 1880
- Au rendez-vous d'amour, opérette en un acte, paroles de Eugène Viteau, 1880
- Le Rossignol des cours ! Avec permission des concierges, grande scène comique, paroles de Henry Min, 1881